# Cinecittà Cinecittà
Cinecittà Cinecittà è un programma televisivo in 5 puntate del 1985, prodotta dalla  RAI e andata in onda su Rai 2, con protagonista Vittorio Gassman.

## Struttura delle puntate
Ambientato interamente a Cinecittà, protagonista assoluto della miniserie è Vittorio Gassman, che racconta il cinema italiano ed il suo dietro le quinte tramite aneddoti, interviste e sketch dove interpreta vari personaggi, tutti ispirati a figure che orbitano intorno al mondo del cinema.
Presenti nelle puntate anche altri comici e attori che appaiono sia come ospiti che come interpreti di numerose gag e scenette, unica presenza fissa è Jane Birkin, che oltre a recitare in alcune scene comiche si esibirà anche come cantante.
La quarta puntata è caratterizzata anche da una tavola rotonda, moderata da Gassman stesso, in cui varie personalità del cinema di quegli anni riflettono sulla condizione dell'industria cinematografica italiana e della sua generale qualità artistica in quel momento, al tavolo sedevano personalità come Callisto Cosulich, Renato Nicolini, Bombolo, Alvaro Vitali, Mario Merola, Andy Luotto, Michela Miti, Enrico Ghezzi, Marco Giusti, Patrizia Carrano e altri.
Oltre a Jane Birkin, a partecipare agli intermezzi musicali delle 5 puntate vi sono anche altri artisti musicali e ballerini, come la cantante Paula Nichols, la pianista Mari Falcone e le sorelle ballerine Sharon e Karen Owens, a capo del corpo di ballo del programma televisivo.

## Curiosità
- Alcuni registi italiani del periodo sono stati parodiati senza  esplicitarne i nomi, ad esempio Giorgio Bracardi interpreta una caricatura di Federico Fellini, mentre Daniele Formica imita il maestro dell'orrore Dario Argento.
- Tra i tanti personaggi interpretati da Gassman, vi è anche Ennio Flaiano ed una parodia di Dino De Laurentiis, qui chiamato Bonifacio De Geracis.
- Molti registi contemporanei alla trasmissione appaiono nel ruolo di se stessi mentre dirigono Gassman, come Sergio Corbucci, Luigi Magni e Giuliano Montaldo.
- La miniserie ha segnato l'esordio di alcuni attori italiani, come Giulio Base, qui nella parte non accreditata di un giovane Vittorio Gassman, o Antonella Ponziani, che due anni dopo sarà protagonista di Intervista di Federico Fellini, sempre ambientato a Cinecittà.
- Alcuni parenti di Gassman appaiono nella miniserie, come sua figlia Paola ed il genero Ugo Pagliai, che sono protagonisti di uno sketch nel ruolo di se stessi. Appare anche il figlio minore Alessandro, stando però semplicemente tra il pubblico durante un piccolo gioco a quiz nell'ultima puntata.
- Molti dei giovani attori che appaiono nella miniserie sono stati allievi di Gassman alla Bottega teatrale di Firenze.